# 愛知県立犬山高等学校
愛知県立犬山高等学校（あいちけんりついぬやまこうとうがっこう）は、愛知県犬山市大字犬山にある県立高等学校である。

## 沿革
- 1911年（明治44年）
  - 5月3日 - 犬山町城東村学校組合立犬山実科高等女学校として設立[1]。
  - 6月15日 - 犬山高等小学校内に開校。
- 1919年（大正8年）4月21日 - 犬山町立高等女学校と改称[2]。
- 1929年（昭和4年）4月1日 - 愛知県に移管、愛知県犬山高等女学校と改称[3]。
- 1948年（昭和23年）4月1日 - 愛知県立犬山高等学校と改称。

## 基礎データ

### 所在地
- 愛知県犬山市大字犬山宇北首塚2番地

### アクセス
- 名鉄犬山線・広見線・小牧線の犬山駅から徒歩で約10分。

### 象徴
校章
- 校章は、白百合をイメージしている。白百合は、欧米における平和の象徴である。用いられた理由は、木曽川の清流のように、またその河畔に咲く白百合のように、清く正しく美しく育って欲しいという願いや、知育・徳育・体育すべてに欠けることなく円満に、日々研究努力して次代を担う有為な人材になってほしいという願いが込められている。

### 制服
男子
- 冬服：ブレザー
- 夏服：ニットシャツ[4]、ポロシャツ

※ポロシャツ以外を着用する際は、全てネクタイスタイルである。
女子
- 冬服：イートン型ジャケット+セーラーブラウス、ブレザー、スカート、スラックス、リボンかネクタイ
- 夏服：セーラーブラウス、ニットシャツ、ポロシャツ、スカート、スラックス

※イートンタイプ（セーラー服）は、リボンのみである。ブレザータイプを選んだ場合、スカートかスラックスのどちらかを選び、リボンかネクタイのどちらかを選ぶことが出来る。セーラーブラウスには、今までの制服にもあった白の二本線が入っている。スカートは、海老茶色と灰色のチェック柄である。
制服について
- イートンタイプ：イートン型ジャケット、セーラーブラウス、スカート、リボン
- ブレザータイプ：ブレザー、スカート、スラックス、リボンかネクタイ
- ニットシャツは、長袖と半袖がある。ポロシャツは、白色と紺色の二色から選ぶことが出来る。季節の指定は特に無いが、白色と紺色のカーディガンがあり、ワイシャツの上やセーラー服などの上から着ることが出来る[6]。ここまでで紹介した制服及びそれに付随するものは、全て学校指定となっている[7]。
- 男女ともに着用期間は設けられていないが、式典等では学校の指示に従って着用するように決められている。
- 今までの詰襟学生服と紺色セーラー服から、男女ともに前身の犬山高等女学校時代の女学生の袴の色でもあった燕尾色をベースとしたものとなっている。

モデルチェンジについて
- 2024年（令和6年）度入学生から現行の制服にモデルチェンジが行われ、厳密には制服に男女の区別は無くなったため、指定の制服販売店においてもⅠ型・Ⅱ型（Ⅱ型はイートンタイプと、ブレザータイプの二つに分かれている）という区分で販売されている[8][9]。
- 2023年（令和5年）度入学生までの制服は、以下の通りである。

男子
- 冬服：詰襟学生服
- 夏服：指定のワイシャツ、指定のポロシャツ

女子
- 冬服：セーラー服、パータイ
- 夏服：セーラー服、指定のポロシャツ、パータイ

※セーラー服は冬服は紺色、夏服は白色で、襟のラインは二本で白色である。

## 学校行事

### 全日制

#### 前期
4月
入学式、始業式、新入生歓迎会、スポーツテスト
5月
ウォークラリー犬山（1年）、マイリトルワールド（2年）、球技大会
6月
保護者進学説明会（3年）
7月
卒業生を囲む会、保護者会、終業式、就職指導
8月
企業見学、就職者面接指導
9月
始業式、白百合祭（文化祭・体育祭）、就職試験

#### 後期
10月
商業科一日体験学習、修学旅行（2年）
11月
保護者進路説明会（1、2年）、人権講話
12月
保護者会、終業式、スキー実習
1月
始業式
2月
尾張情報センター 実習（1年）
3月
卒業式、修了式、なるには講座

### 定時制

#### 前期
4月
入学式、始業式、新入生歓迎会、スポーツテスト
6月
なるには講座、球技大会
7月
保護者会
8月
遠足
9月
就職試験

#### 後期
12月
保護者会
1月
修学旅行
2月
卒業生を送る会
3月
卒業式、修了式

## 部活動

### 運動部
- 野球
- バスケットボール
- サッカー
- 弓道
- テニス
- バレーボール
- ハンドボール
- バドミントン
- 陸上
- 剣道
- 柔道
- ソフトボール
- ソフトテニス

### 文化部
- からくり文化
- 吹奏楽
- 合唱
- 茶華道
- 美術
- JRC
- 簿記

### 同好会
- 演劇

## 主な卒業生
- 本多逸郎 - 元プロ野球選手（中日ドラゴンズ）[10]
- 尾関釣 - 元プロ野球選手（中日ドラゴンズ）
- 紀藤広光 - 元プロ野球選手（中日ドラゴンズ）[11]
- 平野謙 - 元プロ野球選手（元中日ドラゴンズ・西武ライオンズ・千葉ロッテマリーンズ）[12]・コーチ
- 夏樹陽子 - 女優
- 森山周一郎 - 俳優・声優
- 森田正光 - 気象予報士
- 片田一幸 - 株式会社リアル創業者・社長
- 菅沼理恵 - 小説家、ライトノベル作家[13]
- HARUNA - 歌手（SCANDAL）